# Ню Джорджия (остров)
Ню Джорджия (на английски: New Georgia Island) е остров в Тихия океан, 6-ти по големина от архипелага и от островната държава Соломонови острови. Дължината му от северозапад на югоизток е 85 km, ширината до 41 km, а площта – 2037 km².

## Географска характеристика
Островът е разположен в северозападната част на архипелага, като отстои на 90 km западно от остров Санта Изабел и на 57 km южно от остров Шуазьол. На югоизток е остров Вангуну, на югозапад – остров Рендова, а на северозапад – остров Коломбангара. Остров Ню Джорджия се явява най-големия от групата острови Ню Джорджия, като включва още по-малките острови: Коломбангара (688 km²), Вела Лавела (629 km²), Вангуну (509 km²), Рендова (411 km²) и др. Площта на цялата островна група е около 5200 km². Релефът на острова е хълмист с максимална височина връх Масе 860 m. Често явление са земетресенията и тропическите циклони. Климатът е тропичен, влажен. Покрит е с влажни, вечнозелени гори. През 1999 г. населението на острова е наброявало 19 312 души, което основно се занимава с тропическо земеделие (кокосови палми, какао, банани), дърводобив и риболов. Главно селище е град Ровиана.

## Историческа справка
Остров Ню Джорджия е открит през месец май 1568 г. от Педро де Ортега, участник в испанската експедиция на Алваро де Менданя де Нейра в Тихия океан.
От 30 юни до 5 август 1943 г. американските войски водят тежки сражения за очистването на острова от японските окупатори.